# Faggenbach
Faggenbach (Fagge) je horský potok v rakouských Tyrolích v Alpách. Jeho délka je kolem 31 km, je pravým přítokem řeky Inn. Pramení na jižní straně štítu Weißseespitze, protéká severně dolinou Kaunertal a pak západním směrem, u obce Prutz v nadmořské výšce 859 m vtéká do řeky Inn. V horní části byla postavena vodní nádrž Gepatschspeicher, která je napájená vodou z potoka Fagge a jeho přítoků a vodovodním potrubím o délce asi 13,2 km je přiváděná do elektrárny v obci Prutz.
Povodí Faggenbach je 230 km².